# Sacy von Blondel

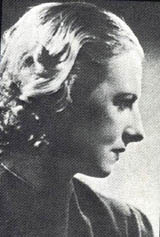
Sacy von Blondel 1930

Sacy von Blondel, eigentlich Sári Megyery de Vasgyer (* 28. Juli 1897 in Balassagyarmat; † 5. Februar 1983 in Paris) war eine ungarische Filmschauspielerin beim deutschen wie ungarischen Stummfilm und eine Schriftstellerin.

## Leben und Wirken
Die aus dem äußersten Norden Ungarns stammende Sacy von Blondel erhielt ihre künstlerische Ausbildung inmitten des Ersten Weltkriegs und debütierte 1916 an der Seite von Oskar Beregi und Camilla von Hollay vor der Kamera. Noch im selben Jahr übersiedelte sie nach Berlin und wirkte in den folgenden sechs Jahren mit Haupt- und tragenden Nebenrollen in einer Reihe von minder bedeutenden, deutschen Filmen mit. Für einige Filmrollen kehrte sie 1920 vorübergehend nach Ungarn zurück.
Nachdem ihre Karriere in Deutschland versandete, kehrte Sacy von Blondel nach Budapest heim, trat aber kaum mehr vor die Kamera. 1932 beendete sie endgültig ihre Schauspieltätigkeit und begann als Schriftstellerin (Gedichtbände, Prosa, Theaterkritiken) zu publizieren. Ihre Arbeiten erhielten jedoch zum Teil recht schlechte Kritiken. 1938 übersiedelte Sacy von Blondel nach Paris, danach hörte man kaum mehr etwas von ihr. 1955 erhielt sie einen Lehrauftrag aus Cambridge. 

## Privates
Sacy von Blondel war in erster Ehe mit dem Regisseur Béla J. Gerőffy verheiratet, der sich nach beider Trennung das Leben genommen hatte. 1939 heiratete sie den französischen Autoren und Journalisten André Lang (1893–1986).

## Filmografie
- 1916: Mire megvénülünk
- 1916: Im Reich der Zwerge
- 1916: Ramara
- 1918: Das Adoptivkind
- 1918: Der Weiberfresser
- 1920: A rög
- 1920: A fogadalom
- 1920: Bilincsbevert folyam
- 1922: Das Testament des Ive Sievers
- 1922: Der böse Geist Lumpaci Vagabundus
- 1922: Lady Violetta
- 1925: A cigány
- 1925: Elhagyottak

## Buchveröffentlichungen
- Gál, a becsüs. Regény. Dick, Budapest 1930.
- Mama karriert csinál. Regény. Színházi Élet, Budapest 1932.
- Csak a fényre vigyázz! Sacy von Blondel versei. Dick, Budapest 1932.
- „... és könnyűnek találtatott“. Regény. Nova u. a., Budapest 1934.
- Adjátok azoknak. Versek. Nova u. a., Budapest 1935.
- A szerelem a szerelmesé. Regény. Nova, Budapest 1936 (Wiederveröffentlichung: Gondolat, Budapest 1991, ISBN 963-282-422-9).
- Te érted akartam. Versek. Vajna-Bokor, Budapest 1940.
- A vendég. Regény. Szöllősy u. a., Budapest 1943.
- Une fée dans le maison. Roman. R. Julliard, Paris 1958.
- Én is voltam jávorfácska. Életregény. Magyar Műhely, Budapest 1975 (Memoiren).
- Játékszerelem. Emlékek és portrék. Magvető u. a., Budapest u. a. 1984 (Memoiren).